# Typhlocyba oregonensis
Typhlocyba oregonensis är en insektsart som beskrevs av Beamer 1943. Typhlocyba oregonensis ingår i släktet Typhlocyba och familjen dvärgstritar. Inga underarter finns listade i Catalogue of Life.